# Apli Paper
Apli Paper es una companyia espanyola fundada l'any 1932 que es dedica a la fabricació d'etiquetes autoadhesives, així com altres articles de papereria i oficina.

## Història
APLI es va fundar el 1932 produint productes de papereria. El 1944 es va constituir com a Societat Anònima amb el nom de Compañia: Aplicaciones para Oficina, "Caposa". El negoci es va iniciar amb la fabricació de volanderes de paper, més conegudes com a Caposas, devent el seu nom al de la companyia, que es feien servir en les oficines i escoles. L'any 1958 es van començar a fabricar i l'empresa es va especialitzar en la fabricació d'etiquetes adhesives.
El 1968 es constitueix la marca APLI i aquell mateix any es fabriquen etiquetes per a ordinador. Pocs anys més tard, l'any 1971, es fabriquen les etiquetes de mida full DIN-A4 per a ser utilitzades en les impresores, coincidint amb la creació de les primeres impresores de color i de les impressores làser. El 1996, APLI s'engloba dintre del holding grup CAPOSA INVESTMENTS S.A. Al 2003 va començar a fabricar també notes adhesives, cintes adhesives, clips i altre material d'oficina. Al llarg dels últims anys APLI ha ofert també joguines i materials per a treballs manuals. El 2018 compra l'empresa MiquelRius, inmersa en concurs d'acreditors.
Té diversos centres de producció i filials arreu del món.

## Productes
APLI ofereix una gama de productes d'etiquetes autoadhesives i altre material de papereria per a la oficina, comerç i escola. Els productes estan enfocats tant per a ús professional com per a ús privat. També ofereix joguines educatives per a escoles i per a l'ús privat.

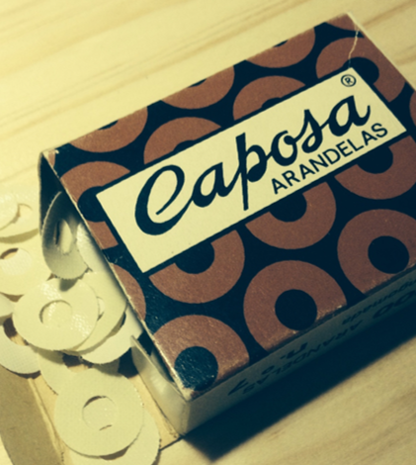
Primeres volanderes adhesives fabricades per APLI anomenades Caposas